# Rethera amseli
Rethera amseli är en fjärilsart som beskrevs av Daniel 1958. Rethera amseli ingår i släktet Rethera och familjen svärmare. Inga underarter finns listade.